# Râul Valea Baciului, Urluia
Râul Valea Baciului este un curs de apă, afluent al Urluia. 

## Hărți
- Harta Județului Constanța